# We the Kings
We the Kings是一支來自美國弗羅里達州布雷登頓的搖滾樂團。首張同名專輯於2007年發行，賣出25萬張。2009年，發行第二張專輯《微笑的孩子》（Smile Kid）。
2011年發行第三張專輯《陽光之心》（Sunshine State of Mind），收錄單曲《說你愛我》（Say You Like Me）的音樂錄影帶獲得MTV音樂錄影帶大獎的「年度最具創意音樂錄影帶獎」。隨後與加拿大樂團簡單計畫一同進行全球巡演，並在美國各地的Warped巡迴進行演出。
2013年底發行第四張專輯《某處某因》（Somewhere Somehow），包括單曲《保持呼吸》（Just Keep Breathing）、《找到你》（Find You There）、《任何其他方式》（Any Other Way）和《藝術之戰》（Art of War）。
2015年11月20日，發行第五張錄音室專輯《怪奇之愛》（Strange Love），主打單曲《逃離》（Runaway）。

## 成員
目前成員
- 特拉維斯·克拉克 – 主唱、吉他、鍵盤(2005–)
- 杭特·托姆森 – 吉他、和聲 (2005–)
- 丹尼‧當肯 – 鼓、打擊樂器 (2005–)
- 查爾斯·特里皮 – 吉他 (2011–)
- 科利·奧托爾 – 鍵盤、和聲、吉他 (2011–)

前成員
- 德魯·托姆森 – 吉他 (2005–2011)

流浪樂手
- JJ泰伯里歐 – 吉他、電貝斯(2012–)
- 賈許‧巴里歐 – 吉他、電貝斯 (2013–2015)
- 雷恩‧索菲 – 吉他 (2016–)